# ハビエル・ジャブレス
ハビエル・"ハビ"・ジャブレス・エスポーシト（Javier "Javi" Llabrés Expósito、2002年9月11日 - ）は、スペイン・バレアレス諸島州インカ出身のサッカー選手。RCDマジョルカ所属。ポジションはFW。

## クラブ経歴
RCDマジョルカのカンテラで育成され、2020-21シーズンからBチームでプレーし始めた。翌シーズンの2021-22シーズンから徐々にトップチームへ招集される機会が増え、2021年12月1日、コパ・デル・レイのジムナスティカ・セゴビアCF戦にてトップチームデビューを果たすと、半月後の同じくコパ・デル・レイにてUDジャネラと対戦し、78分にプロ初ゴールを挙げて6-0での大勝に貢献した。
2022年1月2日、FCバルセロナとの試合で李康仁との途中交代でラ・リーガでの初出場を経験し、トップチームデビューシーズンながら公式戦8試合1得点を記録した。
2023年1月18日、セグンダ・ディビシオンのCDミランデスへ2022-23シーズン終了までレンタル移籍をした。